# Radu V de la Afumați
Radu V de la Afumați (... – Cetățuia, 2 gennaio 1529), fu voivoda (principe) di Valacchia dal dicembre 1522 all'aprile 1523, tra gennaio e giugno 1524, dal settembre 1524 all'aprile 1525 e dall'agosto dello stesso anno al 2 gennaio 1529, data della sua morte. Stando a quanto viene riportato sulla pietra tombale di Radu V, combatté 20 battaglie nel corso del suo regno.

## Biografia
Figlio di Radu IV cel Mare, Radu de la Afumați prese il potere nel 1522, dopo la morte del giovane voivoda Teodosio (1521) della dinastia Craiovești. Radu V dovette subito fronteggiare la minaccia al suo trono costituita dai turchi di Solimano il Magnifico (1520-1566), già alleato di Teodosio, che gli avevano opposto il cugino Mircea III Dracul, nipote di Vlad l'Impalatore. Sedate le contese interne alla dinastia Drăculești, Radu dovette fronteggiare la minaccia di Vladislav III Dănești, che gli si contrappose a più riprese.
Sconfitto da Vladislav nell'aprile del 1523, Radu V venne imprigionato a Costantinopoli. Ritornò al potere nel 1524, dopo aver pagato ai turchi per la sua libertà, strappando poi il trono valacco al fratellastro Radu VI Bădica. Nuovamente sconfitto da Vladislav Dănești, si rifugiò in Transilvania ed ottenne l'appoggio di Luigi Jagellone d'Ungheria.
Riconquistato il potere nel 1525, Radu V fu costretto a negoziare la pace con i turchi, a misconoscere l'alleanza con gli ungheresi (prossimi alla pesantissima sconfitta nella Battaglia di Mohács (1526)) ed a cercare alleati tra i pericolosi boiardi: il 21 gennaio 1526, Radu, vedovo della prima moglie Voica (figlia del vornic Vlaicu), sposò Ruxandra, figlia di Basarab V Neagoe, per allearsi ai potenti Craiovești.
Alla fine del 1528, una rivolta di boiardi costrinse Radu V alla fuga. Raggiunto dai suoi nemici presso Râmnicu Vâlcea, Radu venne ucciso nella chiesa di Cetățuia insieme a suo figlio Vlad, il 2 gennaio 1529. Il corpo del voivoda venne sepolto nel monastero di Curtea de Argeș.
La vedova di Radu V, Ruxandra, andò in sposa ad un altro voivoda della famiglia Drăculești: Radu VII Paisie. Il figlio di Ruxandra e Radu V, Radu VIII Ilias Haidăul devenne più tardi voivoda di Valacchia a sua volta.